# Старосіверська
Старосіверська (рос. Старосиверская) — присілок у Гатчинському районі Ленінградської області Російської Федерації.
Населення становить 1523 особи. Належить до муніципального утворення Сєверське міське поселення.

## Географія
Населений пункт розташований на південній околиці міста Санкт-Петербурга.

## Історія
Згідно із законом від 16 грудня 2004 року № 113—оз належить до муніципального утворення Сєверське міське поселення.

## Населення
| 2007 | 2010  | 2017  |
| ---- | ----- | ----- |
| 1474 | ↗1556 | ↘1523 |